# Лана Роудс
Ла́на Ро́удс (англ. Lana Rhoades; настоящее имя — Амара Мейпл, англ. Amara Maple; род. 6 сентября 1996 года в Чикаго, Иллинойс, США) — американская порноактриса. Лауреат премии XBIZ Award в категории «Лучшая новая старлетка» (2017).

## Карьера
Имеет чешско-словенские корни. Родилась в религиозной семье. Выросла в штате Висконсин, в деревне, расположенной неподалёку от границы штата Иллинойс. После раннего окончания средней школы, где, кроме учёбы, также занималась гимнастикой и черлидингом, в 17 лет переезжает поближе к Чикаго. Там же начинает работать официанткой в баре The Tilted Kilt и в ресторане Hooters. Помимо этого, работала стриптизёршей. В юности принимала тяжёлые наркотики, из-за чего впоследствии попала в тюрьму.
Дебютировала в порноиндустрии в апреле 2016 года в возрасте 19 лет, снявшись для сайта FTV Girls в сценах мастурбации и соло. Псевдоним Лана взяла от одного из персонажей второго сезона телесериала «Американская история ужасов».
В августе 2016 года была избрана американским журналом Penthouse «Киской месяца» (Pet of the Month). В конце того же месяца снялась в ещё одной фотосессии для сайта Penthouse. Также снялась для сайта Playboy Plus. В июле 2017 года была выбрана порносайтом Cherry Pimps как Cherry of the Month. Через месяц было объявлено о том, что Лана станет моделью месяца (Honey of the Month) и появится на обложке журнала Hustler за октябрь того же года. В ноябре 2017 года стала «Ангелом Vixen». В этом же месяце была также выбрана порносайтом Twistys как Treat of the Month. Осенью 2019 года вновь снимается для обложки и разворота Hustler. В конце сентября 2020 года в третий раз появляется на обложке Hustler, на этот раз снявшись в совместной фотосессии с Адрией Рэй.
В фильме Lana, полностью посвящённом актрисе, впервые снялась в сценах анального и межрасового секса, а также двойного проникновения. В июне 2017 года впервые снялась в сцене блоу-бенга и гэнг-бэнга для студии Hard X. В фильме Lana Rhoades Unleashed той же студии впервые исполнила двойное анальное проникновение.
13 января 2017 года Лана была объявлена победительницей XBIZ Award в категории «Лучшая новая старлетка». Также победила в категории «Самый горячий новичок» премии AVN. В октябре того же года получила награду NightMoves Award в категории «Лучшая новая старлетка» (выбор поклонников). Вместе с Маркусом Дюпри получила в конце января 2018 года награду AVN Awards в категории «Лучшая анальная сцена» (за фильм Anal Savages 3). В октябре того же года удостоилась второй награды NightMoves Award, на этот раз в категории «Лучшее тело» (выбор поклонников).
В январе 2018 года журнал Fortune поместил Лану в список «Грязная дюжина: Самые популярные порнозвёзды».
По состоянию на апрель 2021 года снялась в общем счёте в 300 порнофильмах и сценах.
Начиная с 2019 года прекратила сниматься в профессиональном порно, занявшись электронной коммерцией и написанием автобиографии.
В конце февраля 2020 года заключает контракт с компанией Brazzers для работы в качестве креативного сотрудника.
С декабря 2020 года по июль 2021 года вела кулинарный подкаст 3 Girls 1 Kitchen вместе с Алексой Адамс и Оливией Дэвис.

## Личная жизнь
2 июня 2021 года в Instagram опубликовала фотографию УЗИ ребёнка с надписью «Это объявление». Ранее в феврале 2021 года Лана объявила о своём разрыве с популярным блогером Майком Маджлаком, который, возможно, и является отцом ребёнка. 9 января 2022 года родила сына, которому дала имя — Майло.

## Награды и номинации
| Год  | Награда           | Результат | Категория | Фильм                           |
| ---- | ----------------- | --------- | --- | ------------------------------- |
| 2017 | AVN Award         | Номинация | Лучшая новая старлетка | н/д                             |
| 2017 | AVN Award         | Номинация | Лучшая сцена секса парень/девушка (вместе с Ксандером Корвусом)                                                           | Hot Models                      |
| 2017 | AVN Award         | Победа    | Награда поклонников: самый горячий новичок                                                                                | н/д                             |
| 2017 | DVDerotik Award   | Номинация | Лучшая новая старлетка | н/д                             |
| 2017 | NightMoves Award  | Победа    | Лучшая новая старлетка (выбор поклонников)                                                                                | н/д                             |
| 2017 | NightMoves Award  | Номинация | Лучшее тело | н/д                             |
| 2017 | XBIZ Award        | Победа    | Лучшая новая старлетка | н/д                             |
| 2017 | XBIZ Award        | Номинация | Лучшая сцена секса — гонзо (вместе с Майком Адриано)                                                                      | Banging Cuties                  |
| 2017 | XBIZ Award        | Номинация | Лучшая сцена секса — только девушки (вместе с Верукой Джеймс)                                                             | Twisted Passions 18             |
| 2017 | XRCO Award        | Номинация | Новая старлетка года | н/д                             |
| 2018 | AVN Award         | Номинация | Исполнительница года | н/д                             |
| 2018 | AVN Award         | Победа    | Лучшая анальная сцена (вместе с Маркусом Дюпри)                                                                           | Anal Savages 3                  |
| 2018 | AVN Award         | Номинация | Лучшая лесбийская сцена (вместе с Оливией Новой)                                                                          | Lana Is Olivia’s Dream          |
| 2018 | AVN Award         | Номинация | Лучшая сцена группового секса (вместе с Джоном Стронгом, Ксандером Корвусом, Маркусом Дюпри, Миком Блу и Смоллом Хэндсом) | Lana Rhoades’ First Gangbang    |
| 2018 | AVN Award         | Номинация | Лучшая сцена двойного проникновения (вместе с Маркусом Дюпри и Миком Блу)                                                 | Lana Rhoades Unleashed          |
| 2018 | AVN Award         | Номинация | Лучшая сцена мастурбации/стриптиза                                                                                        | Anal Savages 3                  |
| 2018 | Fleshbot Award    | Номинация | Лучшая анальная сцена (вместе с Маркусом Дюпри)                                                                           | Anal Savages 3                  |
| 2018 | Fleshbot Award    | Номинация | Лучшая сцена группового секса (вместе с Джоном Стронгом, Ксандером Корвусом, Маркусом Дюпри, Миком Блу и Смоллом Хэндсом) | Lana Rhoades’ First Gangbang    |
| 2018 | Fleshbot Award    | Победа    | Лучшие сиськи | н/д                             |
| 2018 | NightMoves Award  | Номинация | Лучшая исполнительница | н/д                             |
| 2018 | NightMoves Award  | Победа    | Лучшее тело (выбор поклонников)                                                                                           | н/д                             |
| 2018 | Pornhub Award     | Номинация | Самая популярная исполнительница                                                                                          | н/д                             |
| 2018 | Pornhub Award     | Номинация | Самая популярная исполнительница по версии женщин                                                                         | н/д                             |
| 2018 | Urban X Award     | Номинация | Лучшая задница | н/д                             |
| 2018 | Urban X Award     | Номинация | Лучшая исполнительница | н/д                             |
| 2018 | Urban X Award     | Номинация | Порнозвезда года | н/д                             |
| 2018 | XBIZ Award        | Номинация | Исполнительница года | н/д                             |
| 2018 | XBIZ Award        | Номинация | Лучшая сцена секса — виртуальная реальность (вместе с Кайли Пейдж, Лили Джордан и Райаном Дриллером)                      | Spring Break 2017               |
| 2018 | XCritic Award     | Номинация | Лучшая исполнительница | н/д                             |
| 2018 | XRCO Award        | Номинация | Исполнительница года | н/д                             |
| 2018 | XRCO Award        | Номинация | Оргазмическая аналистка года                                                                                              | н/д                             |
| 2019 | AVN Award         | Номинация | Лучшая анальная сцена (вместе с Маркусом Дюпри)                                                                           | Bush 7                          |
| 2019 | AVN Award         | Номинация | Лучшая сцена группового секса в иностранном фильме (вместе с Альберто Бланко, Клэр Кастель, Мэтом и Рико Симмонсом)       | Pornochic: Claire & Lana        |
| 2019 | AVN Award         | Номинация | Лучшая сцена двойного проникновения (вместе с Маркусом Дюпри и Стивом Холмсом)                                            | Ultimate Fuck Toy: Lana Rhoades |
| 2019 | Pornhub Award     | Номинация | Все одновременно — лучшая исполнительница двойного проникновения                                                          | н/д                             |
| 2019 | Pornhub Award     | Номинация | Красота чёрного входа — лучшая анальная исполнительница                                                                   | н/д                             |
| 2019 | Pornhub Award     | Победа    | Самая популярная исполнительница                                                                                          | н/д                             |
| 2019 | Pornhub Award     | Номинация | Самая популярная исполнительница по версии женщин                                                                         | н/д                             |
| 2019 | Urban X Award     | Номинация | Самая удивительная задница                                                                                                | н/д                             |
| 2019 | XBIZ Award        | Номинация | Исполнительница года | н/д                             |
| 2019 | XBIZ Europa Award | Номинация | Лучшая сцена секса — полнометражный фильм (вместе с Альберто Бланко и Рики Манчини)                                       | Lana, Desires of Submission     |
| 2019 | XBIZ Europa Award | Номинация | Международная кроссовер-звезда                                                                                            | н/д                             |
| 2020 | Pornhub Award     | Номинация | Все одновременно — лучшая исполнительница двойного проникновения                                                          | н/д                             |
| 2020 | Pornhub Award     | Номинация | Королева минета — лучшая исполнительница минета                                                                           | н/д                             |
| 2020 | Pornhub Award     | Победа    | Самая популярная исполнительница                                                                                          | н/д                             |
| 2020 | Pornhub Award     | Номинация | Самая популярная исполнительница по версии женщин                                                                         | н/д                             |
| 2021 | XBIZ Award        | Номинация | Премиум-социальная медиазвезда года                                                                                       | н/д                             |
| 2022 | Pornhub Award     | Номинация | Самая популярная исполнительница                                                                                          | н/д                             |

## Избранная фильмография
| - 2016 — 2 Cute 4 Porn 4 - 2016 — A Taste Of Kink - 2016 — Brothers and Sisters 3 - 2016 — Busty Nurses 3 - 2016 — Cum Swallowing Auditions 27 - 2016 — Dirty Talk 4 - 2016 — Flesh Hunter 14 - 2016 — Hot Models - 2016 — Interracial Icon 3 - 2016 — Love Stories 5 - 2016 — Slut Puppies 11 - 2016 — Stacked 5 - 2017 — 406 Mulberry Rd - 2017 — All Natural - 2017 — Bad Lesbian 8 - 2017 — Faces Covered 5 - 2017 — Facialized 4 - 2017 — Glamour Solos 7 - 2017 — Hookup Hotshot New To The Internet - 2017 — It’s a Sister Thing! 2 - 2017 — Just Like My Sister - 2017 — Lana - 2017 — Lana Rhoades Filthy Fantasies - 2017 — Lana Rhoades Unleashed | - 2017 — Lesbian Seduction - 2017 — Lust Unleashed 11 - 2017 — My Stepdaddy Punished My Pussy - 2017 — Naturally Stacked Stories - 2017 — Sensual Moments 6 - 2017 — Sex With My Trainer - 2017 — Sexy Hotwife Stories - 2017 — She Loves Anal - 2017 — White Bitch Sandwich 6 - 2017 — Young & Beautiful 4 - 2018 — All Roads Lead To Lana - 2018 — Anal Beauties - 2018 — Art of Foreplay - 2018 — Blacked Raw V3 - 2018 — Gangbang Me 3 - 2018 — Hot Bodies 3 - 2018 — Lana Desires of Submission - 2018 — Moms In Control 8 - 2018 — Perfectly Trimmed Bush 5 - 2018 — Pornochic 28: Claire and Lana - 2018 — Pure Sexual Attraction 7 - 2018 — Rubbing Down a Horny Slut 3 - 2018 — Teen Temptations - 2018 — Ultimate Fuck Toy: Lana Rhoades |